# Morter (arma)
El morter és una arma de foc d'artilleria capaç de disparar granades amb angles superiors als quaranta-cinc graus i a velocitats relativament baixes.
Els morters es poden classificar en lleugers, de calibre 50 o 60 mm i amb un abast de 2.000 metres, mitjans, de 81 mm i uns 3.000 m d'abast, i pesants, de 120 mm de calibre o més i amb un abast que pot arribar als 25 km, tot i que generalment és de 6 km. Habitualment els morters lleugers i mitjans són d'ànima llisa mentre que els morters pesants poden ser d'ànima ratllada. En tots els casos poden disparar una gran varietat de municions: alt explosiu, fum, fòsfor blanc, bengales…
L'alta mobilitat dels morters fa que siguin armes que es poden transportar i preparar ràpidament, per això sovint s'assignen a unitats d'infanteria per donar suport immediat.

## Història

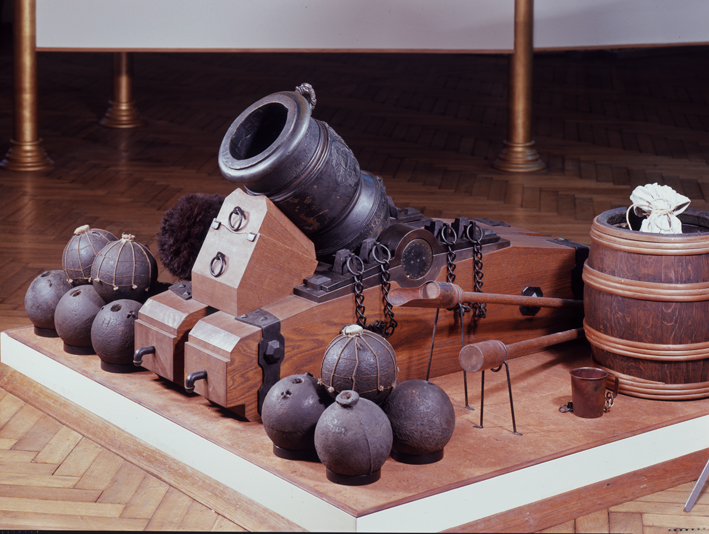
Morter Belgrad (1717), Heeresgeschichtliches Museum

### Orígens
Els primers morters es van utilitzar a Corea en una batalla naval de 1413 quan els armers coreans van desenvolupar el wan'gu, que es va començar a desenvolupar en 1407, inventat per Choi Hae-san. A Choi Hae-san (최해산, 崔海山) (1380-1443), fill de Choe Mu-seon (최무선, 崔茂宣) (1325-1395), generalment se li atribueix la invenció del wan'gu. A la dinastia Ming, el general Qi Jiguang va registrar l'ús d'un mini canó anomenat Hu dun pao que era similar al morter.
El primer ús en un setge va per Mehmet II durant el Gran setge de Constantinoble de 1453. Un relat italià del setge de Belgrad de 1456 per Giovanni da Tagliacozzo afirma que els turcs otomans van utilitzar set morters que van disparar "trets de pedra d'una milla italiana d'alçada". Aparentment, el temps de vol d'aquests va ser prou llarg per a poder evitar les baixes enviant observadors per avisar de les seves trajectòries.
El primer morter transportable va ser inventat pel baró Menno van Coehoorn el 1701. El morter Coehorn va guanyar popularitat ràpidament, creant un nou tipus de vaixell, el vaixell bomba. Els morters van tenir un paper important en la conquesta veneciana de Morea, i en el transcurs d'aquesta campanya es va fer esclatar un dipòsit de municions situat al Partenó. El primer ús d'aquests morters més mòbils com a artilleria de camp en lloc d'artilleria de setge va ser per les forces britàniques en la repressió de l'aixecament jacobita del 1719 a la Batalla de Glen Shiel. Els morters de trajectòria d'alt angle tenien un gran avantatge sobre els canons de campanya estàndard al terreny accidentat de les Terres Altes Occidentals d'Escòcia.
Al segle xvi el morter ja havia esdevingut una arma força comuna, rebent el seu nom per la forma rabassuda i semblant a una olla dels primers models. Els tubs eren bastant curts (no més de dues o tres vegades el calibre i aquest en general era superior als 150 mm). Es tractaven doncs d'armes per a la defensa o de setge de fortaleses.
El morter ja havia deixat de ser d'ús general a Europa durant l'era napoleònica, encara que els morters Manby es van utilitzar a la costa per llançar cordes als vaixells en perill. L'interès en el seu ús com a arma no va reviure fins que tots dos bàndols van utilitzar molt els morters durant la guerra civil nord-americana.
Al setge de Vicksburg el general Ulysses S. Grant va informar que fabricava morters al terreny per atacar les trinxeres de l'enemic. Es van utilitzar tres tipus principals de morters durant la guerra: setge i guarnició (lleuger), litoral (pesat) i Coehorn. Els morters eren útils com a artilleria de setge, ja que podien disparar projectils explosius sobre els murs de les fortificacions, matant els defensors i obligant els altres a quedar-se en refugis o impedint que els artillers treballessin. Els morters també podrien destruir les estructures dins de la fortificació i els projectils de morter més pesats podrien penetrar molts refugis.
Durant la Guerra Rus-Japonesa, l'Exèrcit Imperial Rus va aplicar els principis del foc indirecte des de posicions preparades al camp i va dissenyar el primer morter que disparava projectils de l'Armada. Port Arthur estava defensat amb canons pesats, però el foc directe era d'efectivitat limitada contra posicions japoneses properes o resguardades. La situació es va solucionar prenent canons de bronze i obsolets que es van convertir en petits morters portàtils en ser muntats sobre plataformes de fusta. Aquests morters llançaven mines navals, abundants a la base naval, en lloc de projectils. També es van utilitzar llançamines que es van prendre dels vaixells de guerra. Un grup d'oficials de l'Exèrcit i la Marina, dirigit pel capità Leonid Gobiato, va construir un prototip de morter.

### Primera Guerra Mundial

#### Morter pesat
A mitjans del segle xix es va intentar el seu ús com armes de defensa costanera, però gairebé estaven en desús com a peça d'artilleria per a l'infanteria.

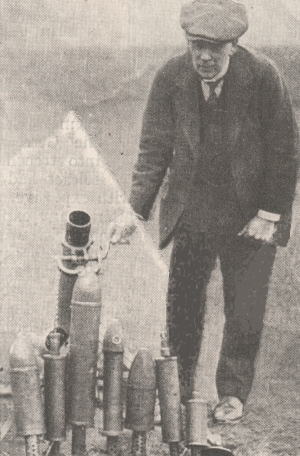
El morter Stokes va ser el primer morter portàtil i ha influenciat tots els dissenys posteriors.

Tot i això, la guerra de trinxeres de desgast que s'establí al Front Occidental de la Primera Guerra Mundial va determinar la imperiosa necessitat d'emprar una arma que pogués disparar des de l'interior de les trinxeres i les seves fortificacions, sense exposar-se al foc enemic, per tal de donar suport a la infanteria i assetjar les línies enemigues. Inicialment, els anglesos i francesos van emprar morters del segle xix utilitzats en la Guerra de Crimea, i varen improvisar altres de gran pes. Els alemanys també van seguir aquestes idees, entre les realitzacions destaca el Minenwerfer (llança-mines).
El 1915 els britànics van aconseguir un disseny compacte amb tub d'ànima llisa i bípede, que és considerat com el primer morter modern. El van anomenar "Morter Stokes" en honor del seu creador, Wilfred Stokes i se'n van desenvolupar diversos calibres, des dels 60 als 120 mm. Els morters moderns en general són derivats directes del morter Stokes. Estan formats per un tub a l'interior del qual es deixa caure la munició, la base de la qual impacta amb l'agulla percutora, al fons del tub, cosa que resulta en la detonació del propel·lent i el consegüent tret del projectil.
Les granades utilitzades com a munició són de fabricació més senzilla i barata que les d'artilleria convencional, i transporten una càrrega explosiva per unitat de pes més gran proporcionant un major poder destructiu. Això permet també una millor distribució dels fragments de metralla i una òptima distribució de l'energia cinètica de l'explosió.
L'exèrcit alemany va estudiar el setge de Port Arthur, on l'artilleria pesada no havia pogut destruir estructures defensives com a filferro de pues i búnquers. Com a resultat, van desenvolupar un morter d'avantcàrrega de canó curt i estriat anomenat Minenwerfer. Aquests serien utilitzats durant la Primera Guerra Mundial. Es van fabricar en tres calibres; 7,58 cm, 17 cm i 25 cm. La idea alemanya era comptar així amb una peça d'artilleria de setge lleugera que pogués ser usada per la infanteria per batre petits punts forts de l'enemic sense haver de trucar a l'artilleria més pesant. El novembre de 1914 els britànics van enviar un llançamines capturat als alemanys a Woolwich on es van fer un centenar de còpies que van ser enviades a França per al Nadal de 1914 per tal d'acontentar els soldats fins que es pogués produir una mica millor. Les indústries d'armament van ser informades d'aquesta necessitat i l'exèrcit britànic va esperar les propostes. Per la seva banda França havia buscat a tot arreu i alguns vells morters de ferro i de bronze de mitjans del segle xix van tornar al servei. Van ser enviats al capdavant per formar l'armament inicial del nou Servei de Morters de Trinxera, irònicament conegut com a club del suïcidi, creat oficialment el 26 de novembre de 1914.

#### Morter d'infanteria
Els calibres petits eren excel·lents però quan l'enemic cava trinxeres el petit calibre no servia per a res. Per 1915 els Gran Bretanya britànics van aconseguir un disseny compacte de tub de ànima llisa i bípode, que és considerat el primer morter modern. Ho van anomenar morter Stokes en honor al seu creador, Wilfred Stokes. Es va desenvolupar en diversos calibres, des dels 60 als 120 mm.
Els morters moderns en general són derivats directes del Stokes. Estan formats per un tub a l'interior del qual es deixa caure el projectil. El culot del projectil impacta una agulla percutora existent al fons del tub, cosa que resulta en la deflagració d'un propel·lent i el consegüent tret del projectil.
Les seves «granades» són de fabricació més senzilla i barata que els d'artilleria convencional, i transporten més càrrega explosiva per unitat de pes de projectil, proporcionant un poder destructiu més gran en emprar velocitats de caiguda menors. Això permet també una millor distribució de les esquerdes de fragmentació i una distribució òptima de l'energia cinètica de l'explosió.

#### França
L'exèrcit francès va haver de recórrer a posar en servei els vells morters veterans de Crimea de 6". Al mateix temps, atès que la destrucció del filferro de pues era absolutament necessària abans d'emprendre l'atac, a algun desconegut soldat francès se li va acudir que millor que col·locar càrregues explosives era llançar-les. Com a llançador es va emprar una beina buida de canó de 75 mm. igual que la britànica. Els models casolans van ser substituïts per models millorats i reglamentaris. de foc anava unida a un pes d'1,5 tones, per la qual cosa es buscava un morter que fos més petit.
Acabada la guerra l'empresa francesa Brandt va difondre a gran escala el morter, venent morters pràcticament a tots els Exèrcits europeus. Als alemanys els va costar apreciar el morter. Van tractar de crear la seva pròpia alternativa mitjançant les armes batejades minenwerfer (lanzamines), en realitat els concebien com un obús a petita escala. Els dissenys alemanys eren complexos, cars i poc manejables. El morter Krupp va ser realitzat el 1912, però no va ser acceptat llavors per l'exèrcit. Era d'ànima llisa amb un calibre aproximat de 50 mm. i estava muntat sobre una plataforma que podia ser traslladada sobre dues rodes. A causa de les necessitats de la guerra va ser finalment acceptat.
Els dissenys aliats de morters es van mantenir el més senzills possible, mentre que els models alemanys van començar a fer-se cada cop més complicats. Mentre la guerra va ser estàtica no va crear gaires problemes, però el 1918 les coses van començar a canviar i es van fer perceptibles les deficiències d'armes tan pesades.

#### Àustria-Hongria
L'Exèrcit austrohongarès va adoptar cinc models d'aire comprimit, amb calibres de 80, 105, 120, 170 i 200 mm. Sembla que el principal motiu d'adoptar-los va ser l'escassetat de pólvora sense fum. Això significava que els tipus corrents de morter feien servir en la seva totalitat pólvora negra, amb el consegüent problema del fum.

#### EUA
L'exèrcit dels EUA va adoptar el morter Stokes de 4" com a reglamentari a causa de la seva facilitat per disparar projectils tant de gasos com de trencadors. Principalment va ser lliurat al Servei de Guerra Química. Les unitats d'infanteria i d'artilleria de costa també van ser dotades amb diferents morters, depenent dels que estaven disponibles a cada època.

### Entreguerres
Acabada la guerra, els teòrics no es posaven d'acord sobre la validesa del morter. Els francesos havien usat durant la guerra el canó de trinxera de 37 mm., que va proporcionar als combatents de primera línia una mena d'artilleria personal. Els alemanys també van fer servir una certa quantitat de canons i obusos lleugers de 75 mm., molts dels quals eren peces d'artilleria de muntanya. Aquests, juntament amb els morters, havien permès a la infanteria tenir una immediata potència de foc sobre qualsevol enemic.
Tots els exèrcits ho van pensar i els va semblar que el morter era la millor solució del problema de suport de foc a la infanteria. Un morter de 3” de calibre disparava una magrana de 10 lliures a una distància d'uns 2.000 metres. Només hi havia dos models rivals: el tipus Stokes i un model similar francès d'Edgar Brandt. Els britànics van optar pel seu experimentat Stokes, millorant-ho però conservant la seva configuració general de placa-base, bípode i tub. La companyia Brandt va produir una arma gairebé idèntica que va ser adquirida per l'exèrcit dels EUA als calibres 60 i 81 mm.
Al mateix temps l'exèrcit britànic tenia en servei el model Stokes de 3" i buscava una mica més lleuger com a suplement de les magranes de fusell per al pilot d'infanteria. El 1934 es va experimentar un model espanyol, el morter Ecia de 50 mm. competidor va ser el llançagranades del tinent coronel Blacker. El 1937 es va dur a terme una prova comparativa i l'Ecia va demostrar ser superior i el febrer de 1938 es va decidir fer una comanda de 500 morters.
El Servei de Guerra Química de l'Exèrcit dels EUA tenia els seus morters Stokes de 4" i va decidir augmentar-ne l'abast i la precisió en els anys que van seguir. A finals de la dècada de 1920 l'exèrcit es va decidir per un disseny francès de morter de 60 mm. per a la seva infanteria i va comprar una llicència per construir l'arma.
El 1935 l'exèrcit francès va adoptar el morter pesant de 120 mm. Mle1935 fabricat per Brandt. Aquest morter ja podia ser transportat per un camió o un tractor sobre erugues. La presència de les rodes de desplaçament va permetre que el càlcul mogués el morter en distàncies curtes per si mateix. L'exèrcit soviètic no va trigar a copiar el morter. Els alemanys descobririen la seva potència de foc en carn pròpia i ho copiaran també el 1942.

### Guerra civil espanyola
Durant la guerra civil espanyola es van utilitzar morters de diferents calibres: morter pesant (120 mm.), morter mitjà (81 mm.) i morter lleuger (60, 50 i 45 mm.). Els morters pesants rebien també el nom de lanzamines. Els més usats van ser els morters Ecia Valero, reglamentaris abans de la guerra, en concret els de 60mm Model 1926, 50mm Model 1932 i del 81mm Model 1933.
El morter va ser una de les armes més temudes i perseguides a les posicions del front madrileny durant la guerra civil. Localitzar els morters enemics i intentar destruir-los es va convertir en una prioritat. A les trinxeres del nord-oest de Madrid els dos exèrcits s'hi van esforçar.
A causa dels resultats de la guerra, els espanyols van detectar la necessitat de canviar imitant els russos i emprar models de 120 mm. El resultat va ser el morter Franco, que encara que no va ser el millor dels morters si que va ser l'única arma espanyola que va participar en la Campanya de Rússia amb la Divisió Blava. Aquí va ser la primera vegada que els espanyols van utilitzar en combat un morter de 120 mm.

### Segona Guerra Mundial
Durant la Segona Guerra Mundial, tots els països van millorar els seus dissenys, destacant els models soviètics de 120 mm de calibre i els americans de 82 mm, que continuarien operant durant dècades.

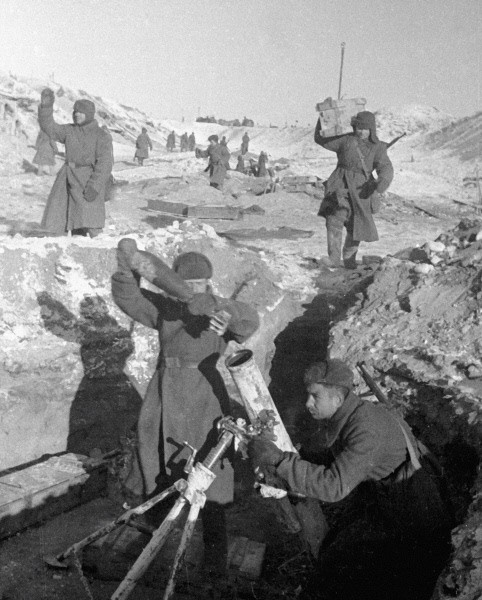
El morter soviètic M1938 de 120 mm va resultar molt efectiu durant la Segona Guerra Mundial i continua sent usat avui dia.

L'Exèrcit Roig apreciava per diverses raons els morters i els usava àmpliament. Els esglaons de Companyia d'Infanteria estaven dotades amb morters de 50 mm., cada Batalló d'Infanteria amb morters de 82 mm i cada Regiment de Fussilers amb morters de 120 mm. i els de 50 mm. van desaparèixer en benefici dels calibres superiors. A més dels morters de 82 i 120 mm. els soviètics van fabricar diversos models d'altres calibres més grans amb més o menys èxit.
Per la part alemanya, una Divisió d'Infanteria comptava amb 93 morters de 40 mm. i 54 de 80 mm., assignats respectivament a l'esglaó Companyia i Batalló. El Regiment estava dotat amb una Companyia de Canons d'Infanteria, però no morters. L'experiència a Rússia amb morter de 50 mm. va ser un fracàs ja que era massa complex i feixuc. Per contra, el morter de 80 mm era un disseny senzill i va resultar molt eficaç, tant per les seves pròpies característiques com per l'estupenda instrucció dels seus servents i observadors avançats. El model estàndard de morter alemany va ser el de 80 mm. Granatwerfer 34 que pesava 19 kg. Els alemanys van usar molts morters russos de 82 mm., designant-los Granatwerfer 274(r). Els alemanys aviat es van adonar que els seus canons d'infanteria eren menys eficaços que els morters de 120 mm. russos. A partir del 1942 els alemanys van començar a substituir els canons d'Infanteria per morters de 120 mm. capturats i per al 1943 ja ho havien copiat i començat a subministrar a les unitats el morter de 12 cm Granatwerfer 42.
L'Exèrcit britànic va adoptar el morter Mk.II com a estàndard abans de la guerra de la II Guerra Mundial. Era fiable i robust però no tenia l'abast del morter alemany Granatwerfer 34. Cap al 1942 una sèrie de millores van aconseguir augmentar l'abast. El més popular va ser el morter Ordenance ML de 3 polzades, que es va mantenir en servei fins a ser substituït el 1965.
A mesura que transcorria la guerra, la majoria dels contendents van descobrir defectes als morters i van començar a considerar la qüestió de millorar-los. La principal necessitat era que tinguessin més abast. A la Gran Bretanya es va aconseguir pel senzill procediment d'augmentar les càrregues, amb un augment a l'abast de 1.500 metres fins a 2.500, però es va haver de reforçar la placa-base.

### Actualitat
Avui en dia existeixen models amb recàrrega automàtica i direcció assistida per ordinador. Aquests dissenys avançats solen anar muntats en vehicles a causa del pes més gran i calibre en comparació amb els models d'infanteria.

## Ús tàctic
Els morters lleugers s'inclouen normalment entre l'armament de les unitats d'infanteria, i els models més pesants s'assignen als batallons d'artilleria de suport, amb l'avantatge afegit sobre aquesta de no estar limitats a les necessitats d'infraestructura logística de transport i vies de comunicació que requereix l'artilleria.
Els grups de morters (bateries) també solen assignar com a primer esglaó de suport de foc en els exèrcits moderns, proveïts de mitjans radioelèctrics d'enllaç per coordinar i corregir el seu foc indirecte. En els casos de la defensa, cada bateria té assignat un sector, que s'encarrega de batre comanda dels infants. El mateix depèn de l'abast del morter, sent en l'actualitat d'uns 4.000 metres aproximadament. També és una arma que pot ser emprada per forces irregulars en la seva funció de setge, destacant per la seva mobilitat.
Pot emprar diferents tipus de munició: explosiva, trencadora, fragmentària, fumígena, gas verinós o incapacitant, il·luminant, etc.

## Galeria

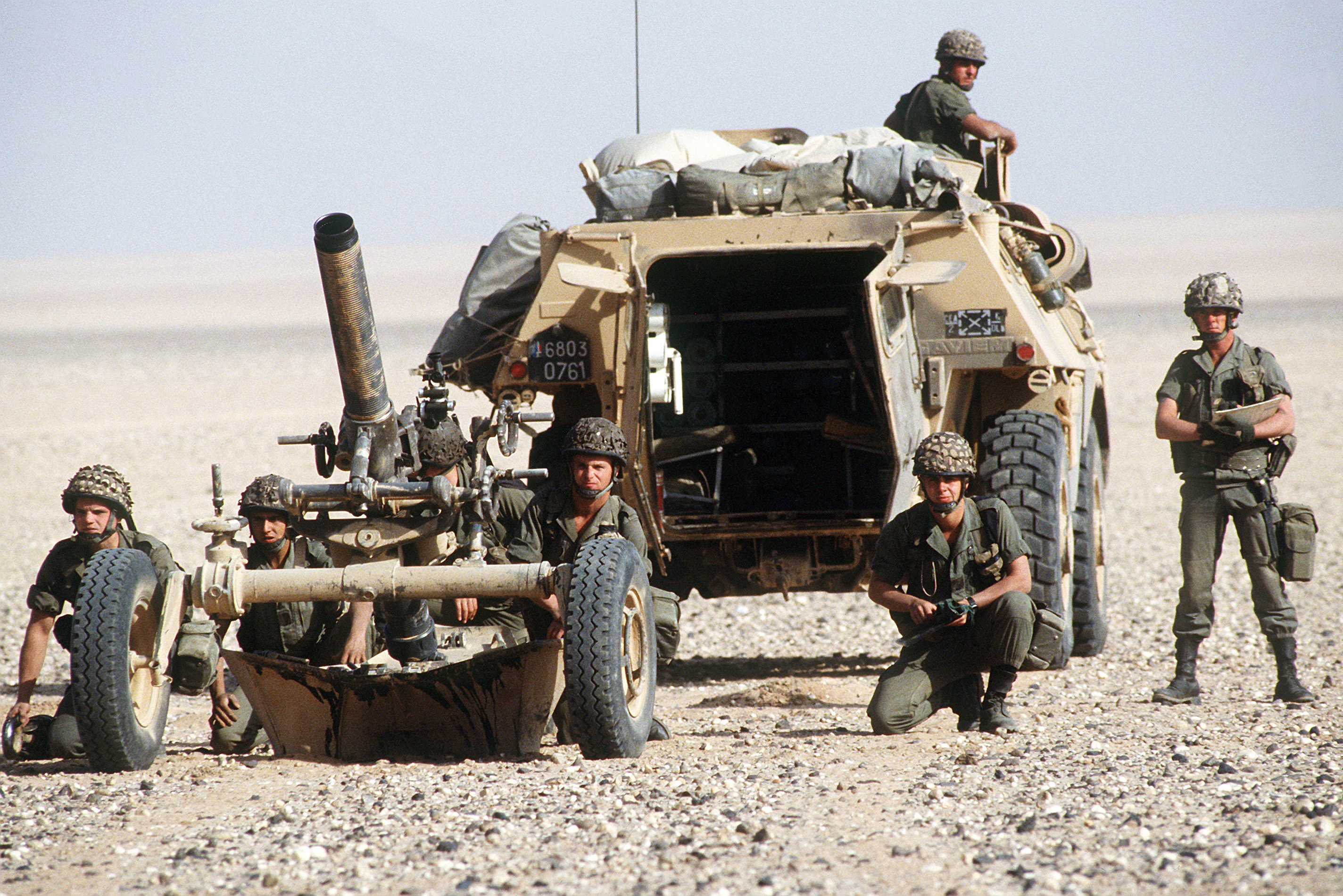
Morter de calibre 120 mm MO-120-RT francès, amb personal i vehicle tractor.
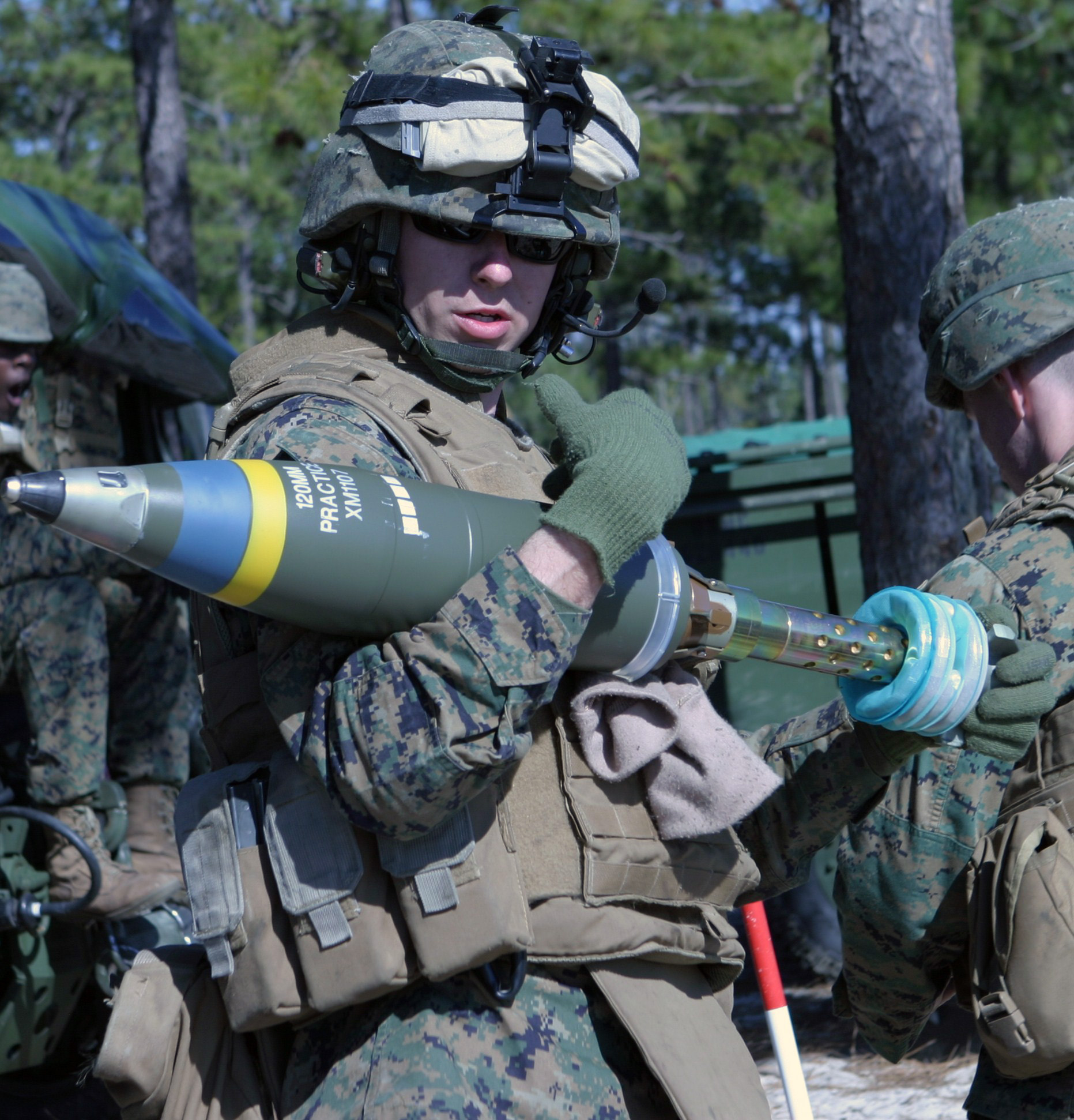
Marine dels Estats Units manipulant un munició de morter de calibre 120 mm.
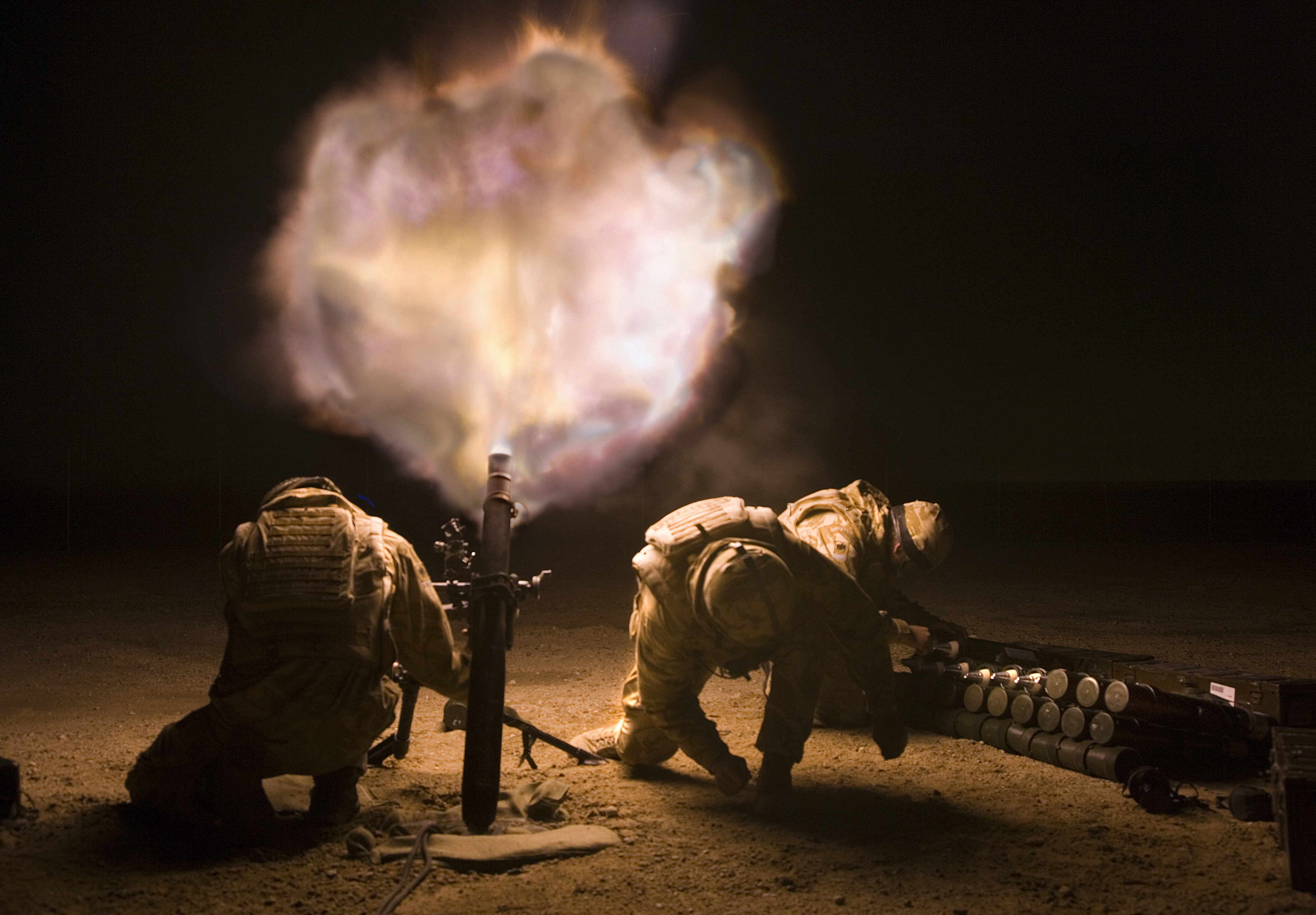
Soldats britànics disparant un morter de calibre 81 mm de nit.
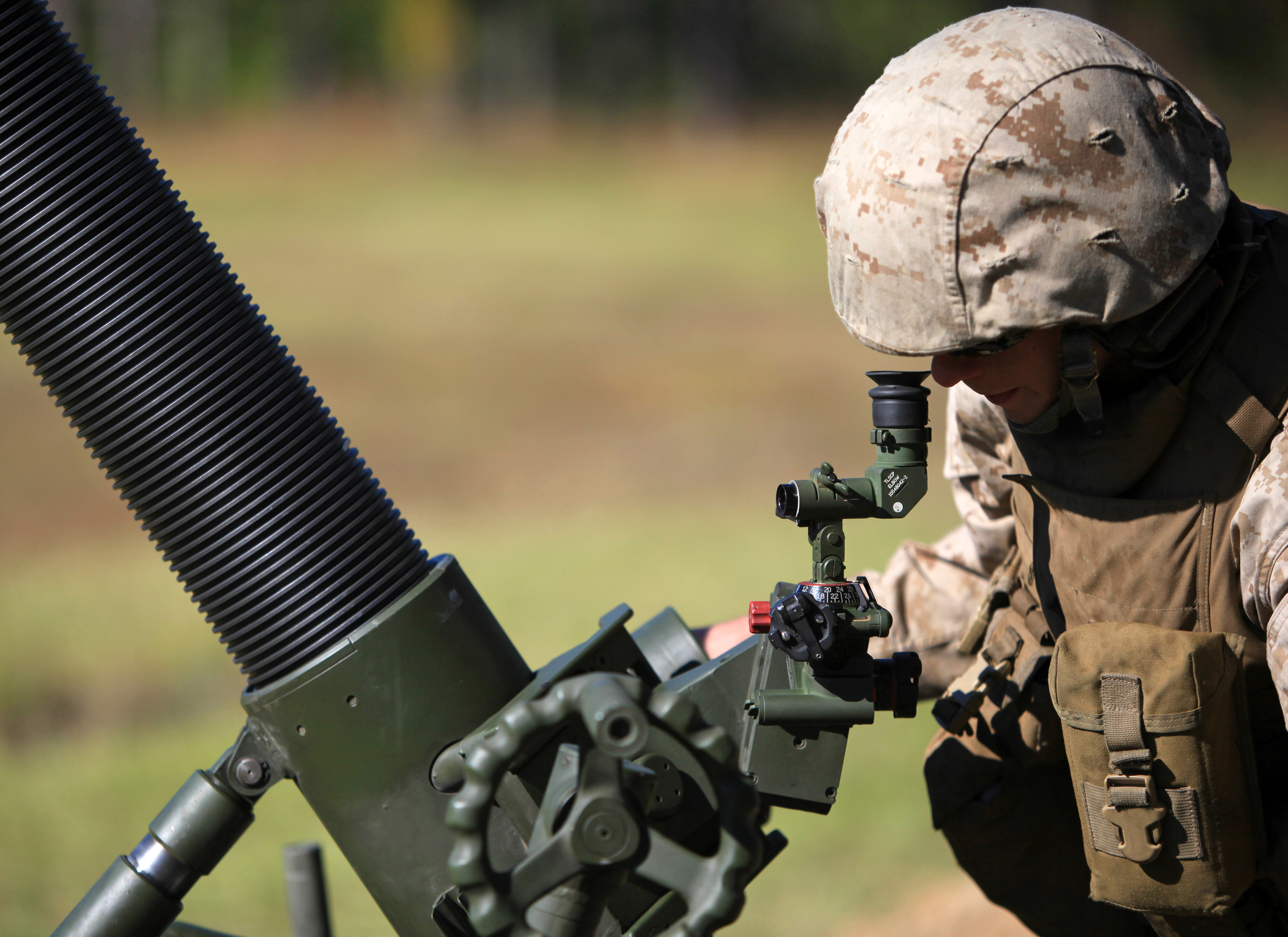
Marine dels Estats Units alineant un morter abans de disparar.